# 1862 dans le catholicisme
Chronologie du catholicisme
- 1858
- 1859
- 1860
- 1861
- 1862
- 1863
- 1864
- 1865
- 1866

Cet article présente les faits marquants de l'année 1862 dans le catholicisme.

## Évènements
- 8 juin : Canonisation des Vingt-six martyrs du Japon.

## Naissances
- 6 mars : Joachim-Pierre Buléon, prélat et missionnaire français, vicaire apostolique de Sénégambie et évêque titulaire de Chariopolis (de) († 13 juin 1900)
- 3 juillet : Bienheureuse Bolesława Lament, religieuse polonaise, fondatrice des Sœurs missionnaires de la Sainte-Famille († 29 janvier 1946)
- 22 août : Marcellin Charles Marty, prélat français, évêque de Nîmes, précédemment évêque titulaire d'Isinda (de) († 5 août 1924)
- 10 octobre : Auguste-Jean-Gabriel Maurice, prélat et missionnaire français, vicaire apostolique de Xi'an et évêque titulaire de Lesvi (de) († 27 juillet 1925)

## Décès
- 9 janvier : Bienheureuse Pauline Jaricot, laïque catholique française, fondatrice de l'Œuvre pontificale de la propagation de la foi (° 21 juillet 1799)